# Forum Umwelt und Entwicklung
Das Forum Umwelt & Entwicklung koordiniert die Aktivitäten deutscher Nichtregierungsorganisationen in internationalen Politikprozessen zu nachhaltiger Entwicklung.
Das Forum wurde 1992 nach der Konferenz der Vereinten Nationen über Umwelt und Entwicklung gegründet und versteht sich als Sprachrohr, Koordinationsinstrument und „Umschlagplatz“ gemeinsam zwischen den Mitgliedern erarbeiteter Positionen. Die Geschäftsstelle unterhält Kontakte zu Organisationen aus Entwicklungsländern und stimmt sich mit internationalen Verbänden für gemeinsame Aktionen ab. Sie begleitet auf UN-Ebene die nach vorgenannter Konferenz weiterlaufenden internationalen Arbeiten zu Umwelt und Entwicklung.
Eine der Hauptaufgaben der Geschäftsstelle sieht sie darin, der deutschen Öffentlichkeit den Zusammenhang zwischen Umwelt und Entwicklung zu verdeutlichen und für eine Änderung der Wirtschafts- und Lebensweise in den industrialisierten Ländern einzutreten.
Das Forum ist eine nicht rechtsfähige Organisation; Träger von gesetzlichen Rechten und Pflichten sind die beteiligten Organisationen und Vereine.
Das Forum war 1999 Initiator des Negativpreises Fossil des Tages. Es betreibt die Plattform Transformative Finanzpolitik, die zur Finanzierung nachhaltiger Entwicklung und dem Erhalt von Ökosystemdienstleistungen beitragen soll.

## Organisation
Die Arbeit der Geschäftsstelle in Berlin wird definiert von einem Leitungskreis, der sich aus Vertretern der Umwelt- und Entwicklungsorganisationen zusammensetzt. Der Leitungskreis repräsentiert die Standpunkte und Forderungen des Forums Umwelt & Entwicklung gegenüber Regierungsinstitutionen und der Öffentlichkeit.

## Finanzierung
Trägerorganisation des Forums ist der Deutsche Naturschutzring e. V. (DNR). Die Geschäftsstelle wird vom Bundesministerium für Umwelt, Naturschutz und Reaktorsicherheit (BMU) finanziell gefördert.